# Petar Gluhakovic
Petar Gluhakovic (* 25. März 1996) ist ein österreichischer Fußballspieler kroatischer Abstammung.

## Karriere
Gluhakovic begann seine Karriere beim First Vienna FC. 2010 wechselte er in die Akademie des FK Austria Wien. Im März 2013 debütierte er für die Zweitmannschaft in der Regionalliga. Nachdem er im Februar 2014 in den Profikader aufgerückt war, wurde er im Sommer 2014 an den Zweitligisten SKN St. Pölten verliehen, für den er am 9. Spieltag der Saison 2014/15 sein Profidebüt gab. Nachdem er nach seiner Rückkehr im Winter 2014/15 ausschließlich für die Amateure gespielt hatte, erhielt Gluhakovic im Juni 2016 einen Profivertrag und stieg wieder in den Profikader auf.
Im September 2019 wechselte er nach Kroatien zu Lokomotiva Zagreb. Für Lokomotiva kam er insgesamt zu zehn Einsätzen in der 1. HNL. Im Februar 2021 löste er seinen Vertrag in Zagreb auf.
Nach neun Monaten ohne Klub wechselte der Außenverteidiger im November 2021 nach Rumänien zu Dinamo Bukarest. Für Dinamo kam er insgesamt zu zwei Einsätzen in der Liga 1. Im Jänner 2022 wurde sein Vertrag nach nicht einmal zwei Monaten beim Verein wieder aufgelöst. Danach kehrte er im Februar 2022 nach Österreich zurück und wechselte zum Regionalligisten SV Stripfing. Für Stripfing kam er zu acht Einsätzen in der Regionalliga Ost.
Zur Saison 2022/23 wechselte er innerhalb der Liga zum ASK-BSC Bruck/Leitha. Für Bruck kam er elfmal zum Einsatz. Im Jänner 2023 zog er weiter zum Ligakonkurrenten FC Marchfeld Donauauen.